# Julie Walters
Julia Mary "Julie" Walters, född 22 februari 1950 i Smethwick, West Midlands, är en brittisk skådespelare.
Hon är före detta sjuksköterska. Hon fick sitt stora genombrott i filmen Timmarna med Rita (Educating Rita) (mot Michael Caine) 1983. Hon är bland annat känd för att ha spelat Molly Weasley, Ron Weasleys mamma, i filmerna om trollkarlen Harry Potter.
1999 fick Julie Walters utnämningen "Officer Of The British Empire"  OBE.  2008 blev hon tilldelad graden commander av den brittiska imperieorden CBE, samma år spelade hon in filmen Mamma Mia. 

## Filmografi i urval
- 1982 – Boys from the Blackstuff (TV)
- 1983 – Timmarna med Rita
- 1985 – Adrian Moles hemliga dagbok (TV)
- 1986 – Acorn Antiques (TV)
- 1987 – Talking Heads (TV-serie)
- 1987 – Personal Services
- 1987 – Prick Up Your Ears
- 1988 – Buster
- 1992 – Just Like a Woman
- 1994 – Sister My Sister
- 1996 – Intimate Relations
- 1997 – Melissa (TV-serie)
- 1998–2000 – Dinnerladies (TV-serie)
- 1999 – Oliver Twist (miniserie)
- 2000 – Billy Elliot
- 2001 – Harry Potter och de vises sten
- 2002 – Harry Potter och Hemligheternas kammare
- 2003 – Kalenderflickorna
- 2004 – Harry Potter och fången från Azkaban
- 2005 – Wah-Wah
- 2006 – Driving Lessons
- 2007 – Harry Potter och Fenixorden
- 2007 – En ung Jane Austen
- 2008 – Mamma Mia!
- 2009 – Harry Potter och Halvblodsprinsen
- 2010 – Harry Potter och dödsrelikerna – Del 1
- 2011 – Harry Potter och dödsrelikerna – Del 2
- 2012 – Modig (röst)
- 2012 – The Hollow Crown (TV-serie)
- 2014 – Paddington
- 2015 – Brooklyn
- 2017 – Paddington 2
- 2018 – Mary Poppins kommer tillbaka
- 2024 – Paddington i Peru

## Utmärkelser
- Golden Globe Award för bästa kvinnliga huvudroll – musikal eller komedi, för Timmarna med Rita,  28 januari 1984[3]
- BAFTA Award för bästa kvinnliga huvudrollsinnehavare, för Timmarna med Rita,  25 mars 1984[4]
- BAFTA Award för bästa kvinnliga biroll, för Billy Elliot,  25 februari 2001[5]
- Dame Commander av Brittiska imperieorden
- Empire Awards
- Kommendör av 2 klass av Brittiska imperieorden
- Laurence Olivier Award

[Redigera Wikidata]